# 卡庞特拉
卡庞特拉（法語：Carpentras，法語發音：[kaʁpɑ̃tʁa]），法国东南部城市，普罗旺斯-阿尔卑斯-蓝色海岸大区沃克吕兹省的一个市镇，同时也是该省的一个副省会，下辖卡庞特拉区，其市镇面积为37.92平方公里，2022年1月1日时人口数量为30,854人，在法国城市中排名第293位。
卡庞特拉位于沃克吕兹省中部，欧宗河畔，历史上曾为沃奈桑伯爵领地的首府，现代为一个区域性的中心城市和交通枢纽。

## 地名来源

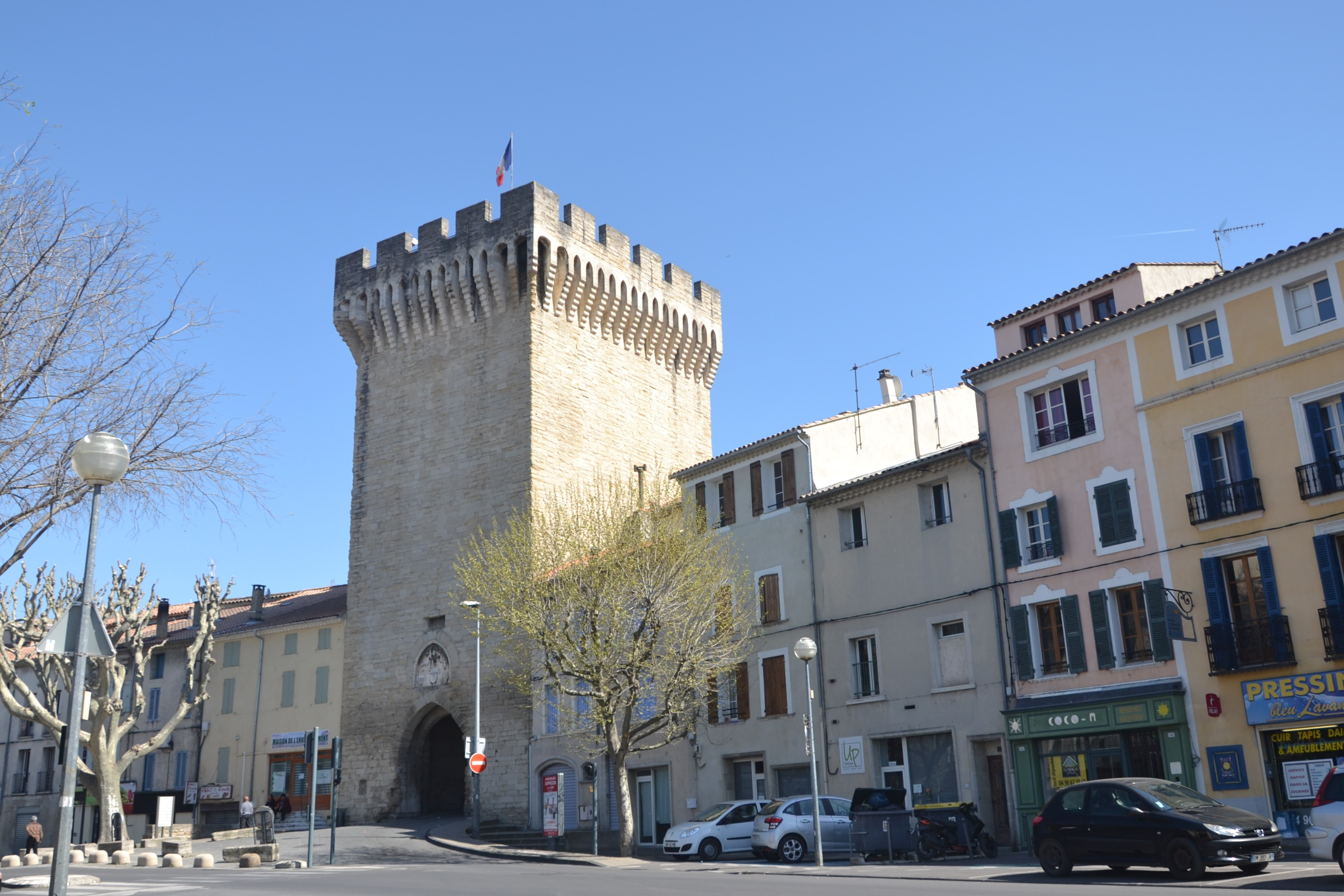
卡庞特拉的奥朗日城门

“Carpentras”一名最初在古典时期以“Carpentoracte”的形式被记载，后被拉丁化转写为“Carpentoratensium”，该名称的语源及含义尚有待考证。
卡庞特拉所在区域历史上曾通行奥克语普罗旺斯方言，“Carpentras”对应的奥克语拼写为“Carpentràs”。此外，在19世纪末以前，“Carpentras”的常见读音为[kaʁpɑ̃tʁas]。
因翻译标准不同，“Carpentras”在部分汉语资料中又被译为卡尔庞特拉。

## 历史

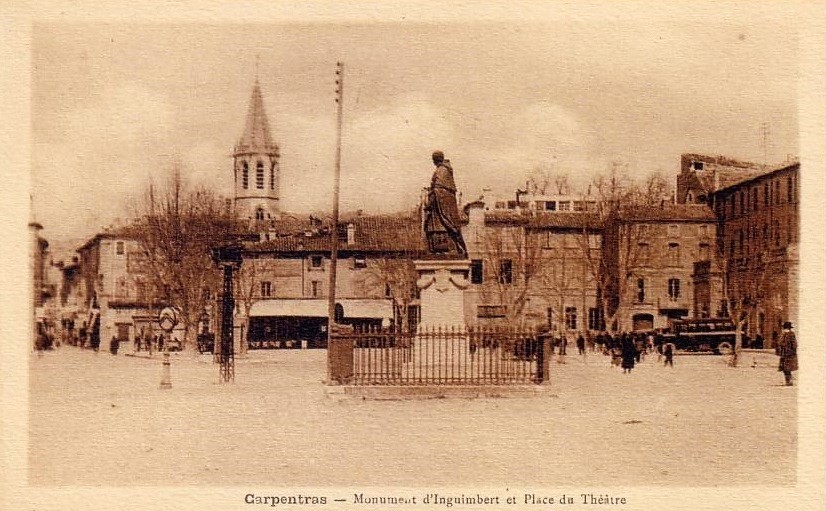
20世纪初的卡庞特拉市中心

卡庞特拉在古典时期就已成为一个中心聚落，彼时该区域为梅米尼人的活动范围，后者可能为一支高卢部落。罗马人入侵后，卡庞特拉被改造成一座罗马式城池，其附近的丘陵地区被开辟出了多处葡萄酒种植园。公元5至9世纪间，多名主教曾居住于卡庞特拉。阿尔比十字军讨伐后，为取得教皇的支持，法兰西国王路易九世将卡庞特拉及沃奈桑地区献给了教皇，该区域成为了沃奈桑伯爵领地。1320年，卡庞特拉成为沃奈桑伯爵领地的首府。1630至1657年间，主教亚历山大·比希主持修建了卡庞特拉主教宫。直至1791年，沃奈桑伯爵领地都独立于附近的所有政权而存在。1792年，根据当地民众的公投结果，沃奈桑伯爵领地被整体并入法国，成为德龙省的一部分。1793年，卡庞特拉被划入新成立的沃克吕兹省。1794年，塞尔（Serre）整体并入卡庞特拉的市镇管辖范围。1801年，卡庞特拉主教宫被改建成为司法宫。工业革命期间，卡庞特拉运河于1857年开通，连接卡庞特拉的索尔格－卡庞特拉和奥朗日－利勒两条铁路相继建成通车，后均于1938年关闭。1990年5月，卡庞特拉发生犹太人陵园破坏事件，引发法国政界及社会的强烈愤慨，此案促使法国政府出台了盖索法。2015年4月，阿维尼翁和卡庞特拉之间的铁路客运列车恢复开行。

## 地理

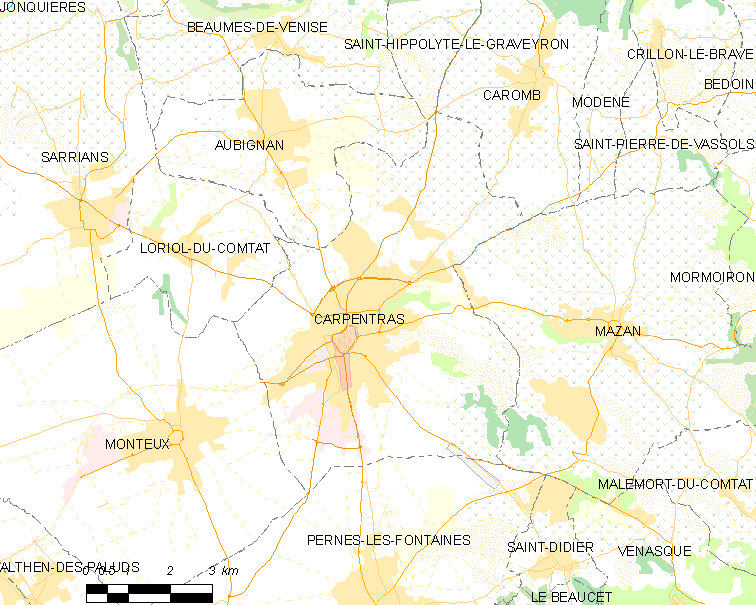
卡庞特拉市镇范围地图

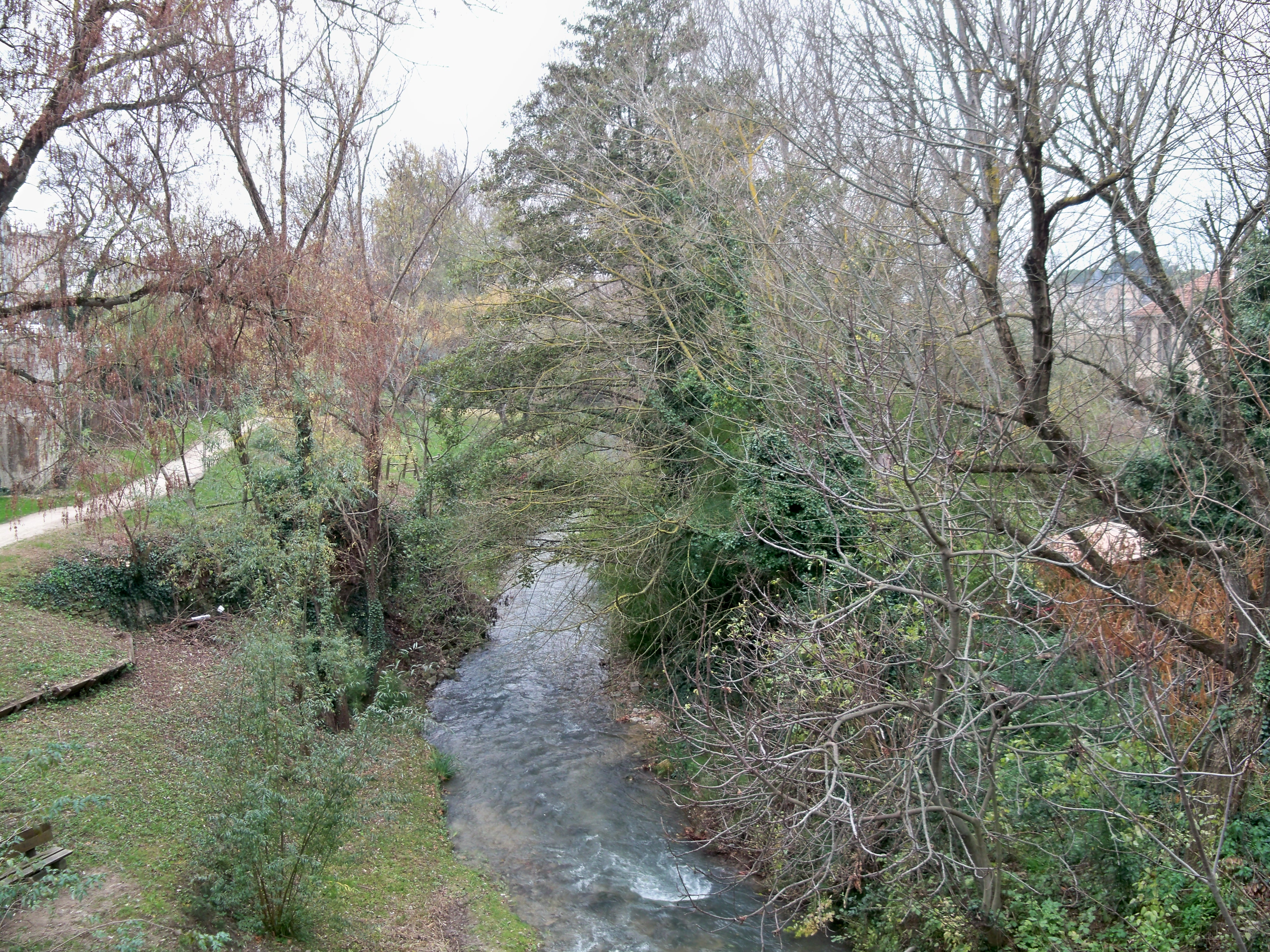
流经卡庞特拉的欧宗河

卡庞特拉位于法国东南部，普罗旺斯-阿尔卑斯-蓝色海岸大区西部和沃克吕兹省中部，距离省会阿维尼翁大约26公里。与卡庞特拉接壤的市镇包括：洛里奥勒迪孔塔、欧比尼昂、圣伊波利特勒格拉韦龙、卡龙、蒙特、马藏和佩尔讷莱方丹。

### 地形
卡庞特拉位于沃克吕兹山脉的西侧冲积带上，附近的旺图山是同名葡萄酒的主要产地。卡庞特拉境内以浅丘为主，市镇中心位于欧宗河左岸的一处高地之上，核心区域地势较为平坦，四周部分街区起伏明显，全境海拔在56到212米之间。

### 水文
卡庞特拉位于罗讷河流域范围内，其二级支流欧宗河自西向东流经境内。

### 植被
卡庞特拉属于温带阔叶混交林区，市区内的主要绿地公园包括欧宗河湾公园（Parc des Berges de l'Auzon）、悬铃木广场（Place des Platanes）等，林地则广泛分布于河流附近。
在鲜花城市的评比中，卡庞特拉被评为2星级鲜花城市。

### 气候
卡庞特拉在柯本气候分类法中属于地中海气候。
卡庞特拉境内设有气象站，以下为该气象站的数据：
| 卡庞特拉 1981年－2019年 | 卡庞特拉 1981年－2019年 | 卡庞特拉 1981年－2019年 | 卡庞特拉 1981年－2019年 | 卡庞特拉 1981年－2019年 | 卡庞特拉 1981年－2019年 | 卡庞特拉 1981年－2019年 | 卡庞特拉 1981年－2019年 | 卡庞特拉 1981年－2019年 | 卡庞特拉 1981年－2019年 | 卡庞特拉 1981年－2019年 | 卡庞特拉 1981年－2019年 | 卡庞特拉 1981年－2019年 | 卡庞特拉 1981年－2019年 |
| 月份                    | 1月                     | 2月                     | 3月                     | 4月                     | 5月                     | 6月                     | 7月                     | 8月                     | 9月                     | 10月                    | 11月                    | 12月                    | 全年                    |
| ----------------------- | ----------------------- | ----------------------- | ----------------------- | ----------------------- | ----------------------- | ----------------------- | ----------------------- | ----------------------- | ----------------------- | ----------------------- | ----------------------- | ----------------------- | ----------------------- |
| 历史最高温 °C（°F）     | 21 (70)                 | 23.1 (73.6)             | 28.1 (82.6)             | 30.8 (87.4)             | 35.4 (95.7)             | 44.3 (111.7)            | 41.6 (106.9)            | 41.9 (107.4)            | 36 (97)                 | 31 (88)                 | 24.9 (76.8)             | 21.5 (70.7)             | 44.3 (111.7)            |
| 平均高温 °C（°F）       | 10.7 (51.3)             | 12.4 (54.3)             | 16.4 (61.5)             | 19.5 (67.1)             | 24.2 (75.6)             | 28.3 (82.9)             | 31.9 (89.4)             | 31.3 (88.3)             | 26.1 (79.0)             | 20.8 (69.4)             | 14.5 (58.1)             | 11 (52)                 | 20.6 (69.1)             |
| 日均气温 °C（°F）       | 5.6 (42.1)              | 6.7 (44.1)              | 10.1 (50.2)             | 13.1 (55.6)             | 17.4 (63.3)             | 21.1 (70.0)             | 24.2 (75.6)             | 23.6 (74.5)             | 19.3 (66.7)             | 15 (59)                 | 9.5 (49.1)              | 6.2 (43.2)              | 14.3 (57.7)             |
| 平均低温 °C（°F）       | 0.4 (32.7)              | 1 (34)                  | 3.8 (38.8)              | 6.7 (44.1)              | 10.6 (51.1)             | 13.9 (57.0)             | 16.4 (61.5)             | 15.9 (60.6)             | 12.6 (54.7)             | 9.3 (48.7)              | 4.5 (40.1)              | 1.5 (34.7)              | 8.1 (46.6)              |
| 历史最低温 °C（°F）     | −15.4 (4.3)             | −12.8 (9.0)             | −11.8 (10.8)            | −2.9 (26.8)             | 0.1 (32.2)              | 4.4 (39.9)              | 7.6 (45.7)              | 6.7 (44.1)              | 2.2 (36.0)              | −3.1 (26.4)             | −9 (16)                 | −12 (10)                | −15.4 (4.3)             |
| 平均降水量 mm（）       | 42 (1.7)                | 34.4 (1.35)             | 41.5 (1.63)             | 63.1 (2.48)             | 58.2 (2.29)             | 39.5 (1.56)             | 24.8 (0.98)             | 49.9 (1.96)             | 95 (3.7)                | 87.5 (3.44)             | 64.7 (2.55)             | 47.6 (1.87)             | 648.2 (25.52)           |
| 月均日照時數            | 149.3                   | 174.3                   | 231.7                   | 240.6                   | 279.8                   | 325.9                   | 361.7                   | 322.8                   | 251.3                   | 185.5                   | 152.1                   | 136.8                   | 2,811.8                 |
| 来源：infoclimat.fr     |                         |                         |                         |                         |                         |                         |                         |                         |                         |                         |                         |                         |                         |

## 行政区划
卡庞特拉的市镇编号为84031，邮政编号为84200。
在行政管理方面，卡庞特拉隶属于法国普罗旺斯-阿尔卑斯-蓝色海岸大区沃克吕兹省，同时也是该省的一个副省会，下辖卡庞特拉区；在地方选举方面，卡庞特拉是卡庞特拉县的中央投票站所在地，其市镇范围被分割为两部分，分别划入沃克吕兹省第三选区和沃克吕兹省第五选区；在社会管理方面，卡庞特拉是旺图-沃奈桑伯爵领地城市圈公共社区的办公驻地。
卡庞特拉的市中心（Centre ville）、扁桃-大象（Amandier - Eléphants）、普迪普朗（Pous Du Plan）和坎蒂讷-维勒马里-于巴克-公园（Quintine - Villemarie - Ubac - Le Parc）四个街区为城市政策优先街区。
法国国家统计与经济研究所（简称）在进行数据统计时，将卡庞特拉及相邻的另外58个市镇设为阿维尼翁城市核心区，并将包括核心区在内的周边共97个市镇划为阿维尼翁城市区。自2020年起，阿维尼翁城市区被撤销，卡庞特拉被划入包含21个市镇的卡庞特拉城市辐射区。此外，还将卡庞特拉市镇分为了9个“块区”（IRIS），以便于统计人口分布情况。

## 交通

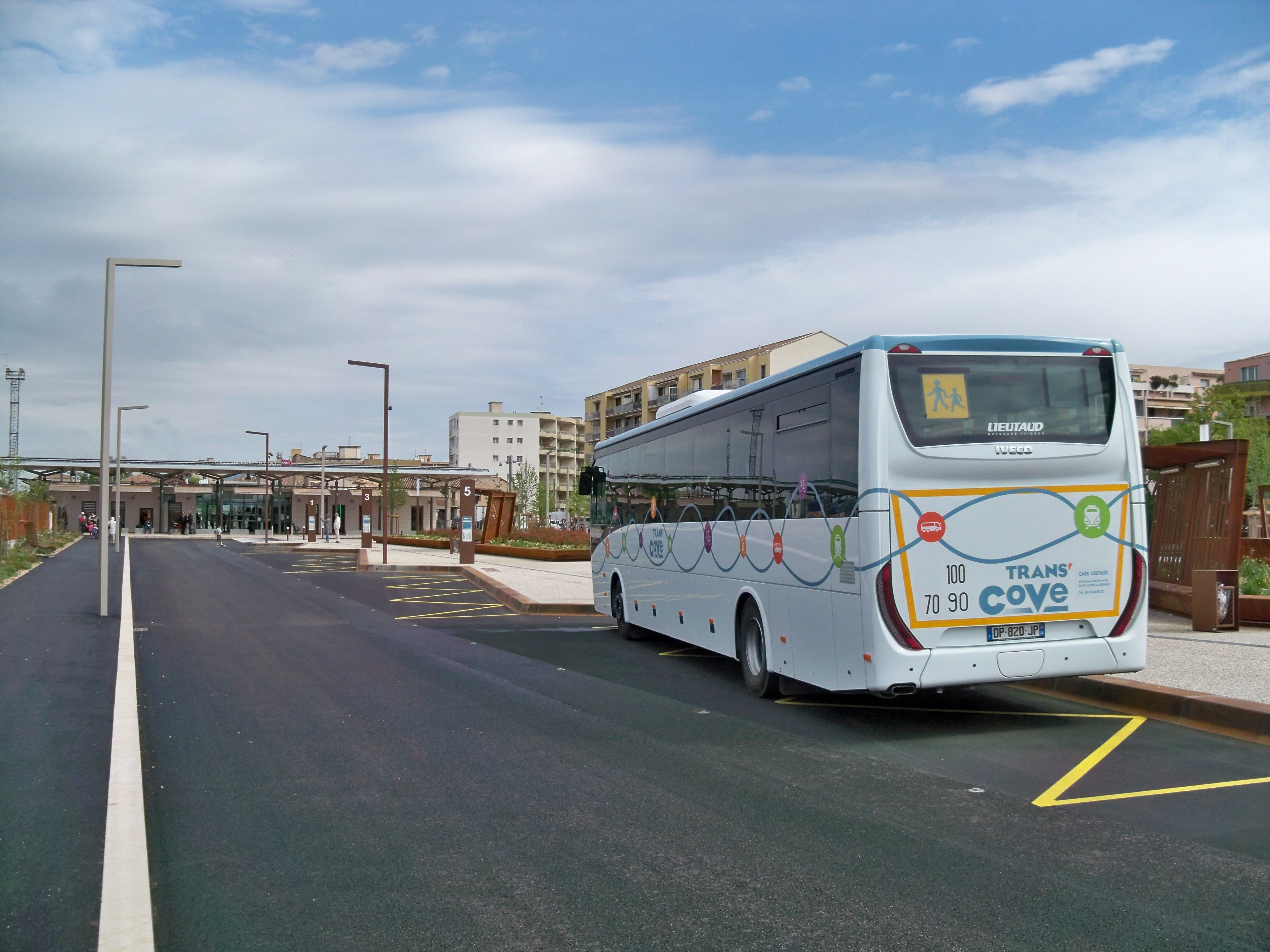
卡庞特拉综合交通枢纽

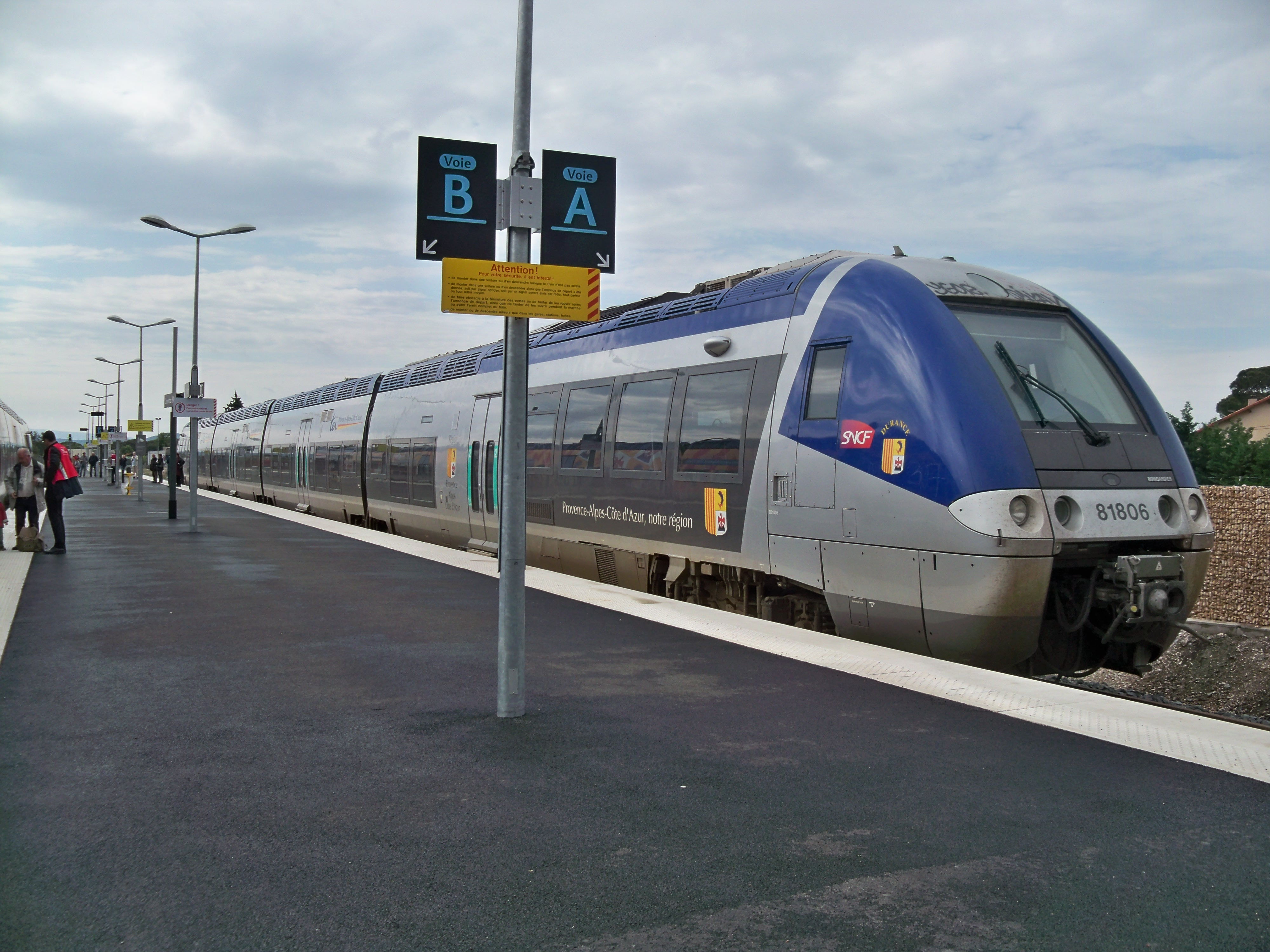
卡庞特拉站内停靠的区域列车

### 公路
多条沃克吕兹省省道在卡庞特拉境内交汇。普罗旺斯-阿尔卑斯-蓝色海岸大区下属的城际客运提供巴士线路，可前往阿维尼翁、奥朗日、阿普特等地。
| 22 | 19 |

| 23 | 18 |

| 阿维尼翁 | 26 |

| 奥朗日 | 24 |

| 卡瓦永 | 28 |

| 索尔格河畔利勒 | 18 |

| 尼永斯 | 44 |

| 阿普特 | 43 |

2019年，71.1%的卡庞特拉家庭拥有至少一辆私人汽车。2019年，卡庞特拉境内共发生各类交通事故12起，造成1人遇难，13人受伤，其中6人重伤。

### 铁路
卡庞特拉位于索尔格-帕普新堡－卡庞特拉铁路的终点，该铁路曾于1938年关闭，后于2015年重新开放。卡庞特拉站位于市区西南部，停靠前往阿维尼翁市区的区域列车，部分班次可延伸至阿维尼翁TGV站。

### 航空
距离卡庞特拉最近的民用航空站为阿维尼翁机场，距离卡庞特拉市中心的公路里程约33公里。

### 城市公共交通
卡庞特拉城市公共交通（商业名称为）是当地的城市公共交通系统。截至2022年11月，该系统共包括条五公交线路，路网覆盖了卡庞特拉市区内的主要街道和居民区。

## 政治

### 市政内阁

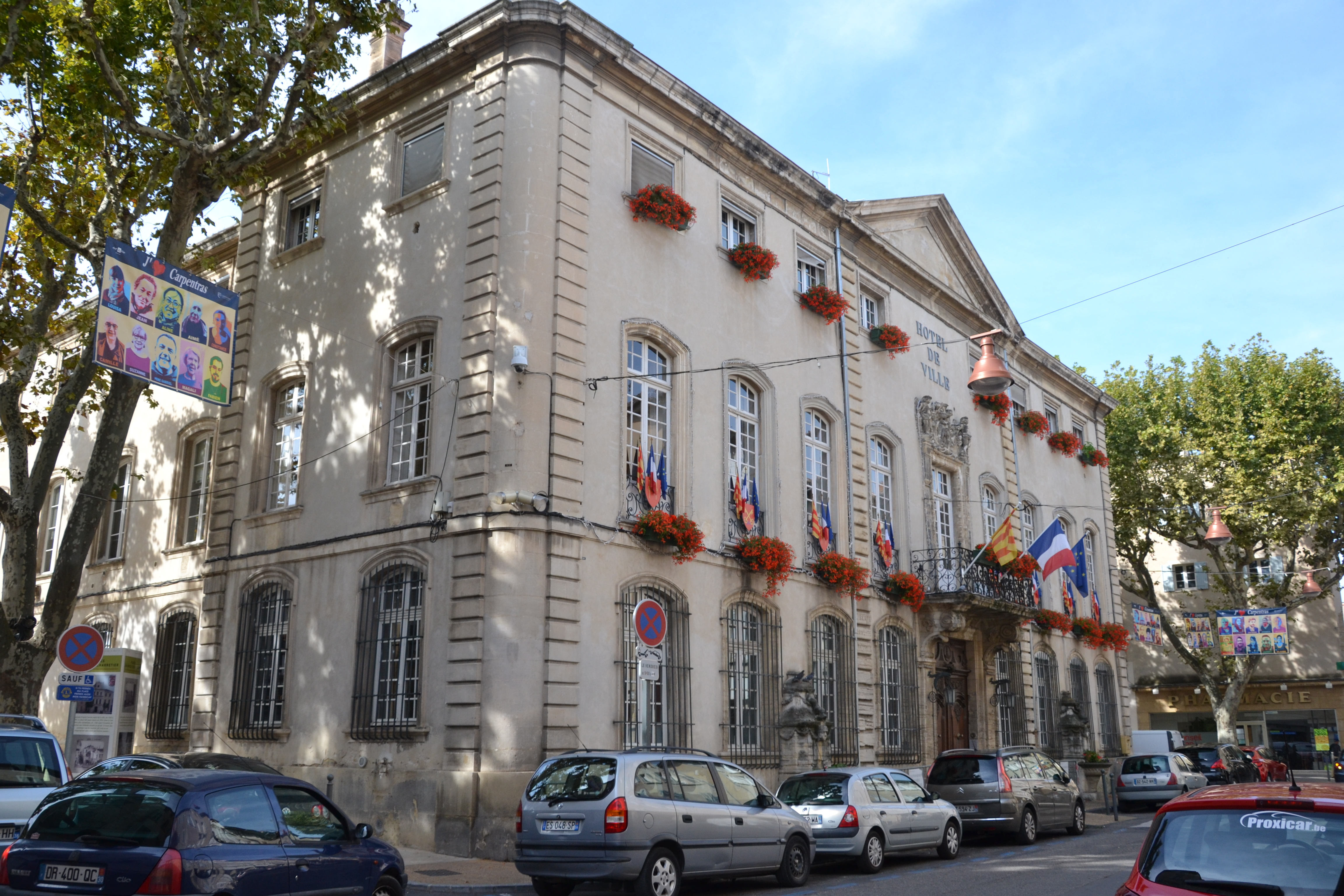
卡庞特拉市政厅

卡庞特拉的现任市长为塞尔日·安德里厄先生（Serge ANDRIEU），他是一名左翼无党派人士的一名成员，在2020年的市政选举中获得了45.81%的支持率。
| 卡庞特拉历届市长 | 卡庞特拉历届市长                       | 卡庞特拉历届市长                                   |
| 任期             | 市长                                   | 党派                                               |
| ---------------- | -------------------------------------- | -------------------------------------------------- |
| 1945年－1947年   | Henri DREYFUS 亨利·德雷菲斯            | 不详                                               |
| 1947年－1953年   | Charles GUILHERMET 夏尔·吉耶梅         | 不详                                               |
| 1953年－1965年   | Gabriel JACOTET 加布里埃尔·雅科泰      | 不详                                               |
| 1965年－1987年   | Maurice CHARRETIER 莫里斯·沙尔捷       | DVD右翼无党派人士 →UDF法国民主联盟 →PR法国共和人党 |
| 1987年－2008年   | Jean-Claude ANDRIEU 让-克洛德·安德里厄 | UDF法国民主联盟 →UMP人民运动联盟                   |
| 2008年－2018年   | Francis ADOLPHE 弗朗西斯·阿道夫        | PS社会党 →DVG左翼无党派人士                        |
| 2018年－         | Serge ANDRIEU 塞尔日·安德里厄          | DVG左翼无党派人士                                  |

### 各级选举
| 卡庞特拉历届投票选举结果 | 卡庞特拉历届投票选举结果       | 卡庞特拉历届投票选举结果 | 卡庞特拉历届投票选举结果 | 卡庞特拉历届投票选举结果             | 卡庞特拉历届投票选举结果 | 卡庞特拉历届投票选举结果 | 卡庞特拉历届投票选举结果             | 卡庞特拉历届投票选举结果 | 卡庞特拉历届投票选举结果 |
| 选举项目                 | 选举范围                       | 选区单位                 | 选区单位内的选举结果     | 选区单位内的选举结果                 | 选区单位内的选举结果     | 选区单位内的选举结果     | 选区单位内的选举结果                 | 选区单位内的选举结果     | 参考资料                 |
| 选举项目                 | 选举范围                       | 选区单位                 | 第一轮胜出者             | 第一轮胜出者                         | 支持率                   | 第二轮胜出者             | 第二轮胜出者                         | 支持率                   | 参考资料                 |
| ------------------------ | ------------------------------ | ------------------------ | ------------------------ | ------------------------------------ | ------------------------ | ------------------------ | ------------------------------------ | ------------------------ | ------------------------ |
| 2017年法國總統選舉       | 法國                           | 市镇                     |                          | 玛丽娜·勒庞                          | 30.62%                   |                          | 埃马纽埃尔·马克龙                    | 53.68%                   | [ 34 ]                   |
| 2017年法国立法选举       | 沃克吕兹省第三选区             | 市镇（部分）             |                          | 埃尔韦·德莱皮诺                      | 33.52%                   |                          | 布吕内·普瓦尔松                      | 52.35%                   | [ 34 ]                   |
| 2017年法国立法选举       | 沃克吕兹省第五选区             | 市镇（部分）             |                          | 让·维亚尔                            | 27.27%                   |                          | 朱利安·奥贝尔                        | 52.15%                   | [ 34 ]                   |
| 2019年欧洲议会选举       | 法國                           | 市镇                     |                          | 若尔当·巴尔代拉                      | 35.03%                   | （不适用）               | （不适用）                           | （不适用）               | [ 36 ]                   |
| 2021年法国省级选举       | 沃克吕兹省                     | 县                       |                          | 埃尔韦·德莱皮诺 玛丽·托马·德马勒维尔 | 41.89%                   |                          | 埃尔韦·德莱皮诺 玛丽·托马·德马勒维尔 | 50.8%                    | [ 37 ]                   |
| 2021年法国省级选举       | 沃克吕兹省                     | 市镇                     |                          | 埃尔韦·德莱皮诺 玛丽·托马·德马勒维尔 | 40.48%                   |                          | 弗朗西斯·阿道夫 阿斯特丽德·茹尔当    | 50.92%                   | [ 37 ]                   |
| 2021年法国大区选举       | 普罗旺斯-阿尔卑斯-蔚蓝海岸大区 | 市镇                     |                          | 蒂埃里·马里亚尼                      | 43.69%                   |                          | 雷诺·米瑟利耶                        | 50.01%                   | [ 38 ]                   |
| 2022年法国总统选举       | 法國                           | 市镇                     |                          | 玛丽娜·勒庞                          | 29.04%                   |                          | 玛丽娜·勒庞                          | 51.35%                   | [ 34 ]                   |
| 2022年法国立法选举       | 沃克吕兹省第三选区             | 市镇（部分）             |                          | 埃尔韦·德莱皮诺                      | 35.9%                    |                          | 埃尔韦·德莱皮诺                      | 56.52%                   | [ 34 ]                   |
| 2022年法国立法选举       | 沃克吕兹省第五选区             | 市镇（部分）             |                          | 玛丽·托马·德马勒维尔                 | 29.74%                   |                          | 玛丽·托马·德马勒维尔                 | 55.34%                   | [ 34 ]                   |

## 人口
2019年，卡庞特拉市镇人口数量为29,236，在法国排名第293位。其中男性13,742人，女性15,494人，75岁及以上人口占10.2%，外籍人口数量为3,838人，人口密度为771人/平方公里，当地居民被称为（男性）或（女性）。2020年，卡庞特拉境内出生374人，死亡人口358人。
| 卡庞特拉1901年－2019年人口变化情况 |
|                                    |
| 数据来源：Cassini、INSEE           |

## 经济

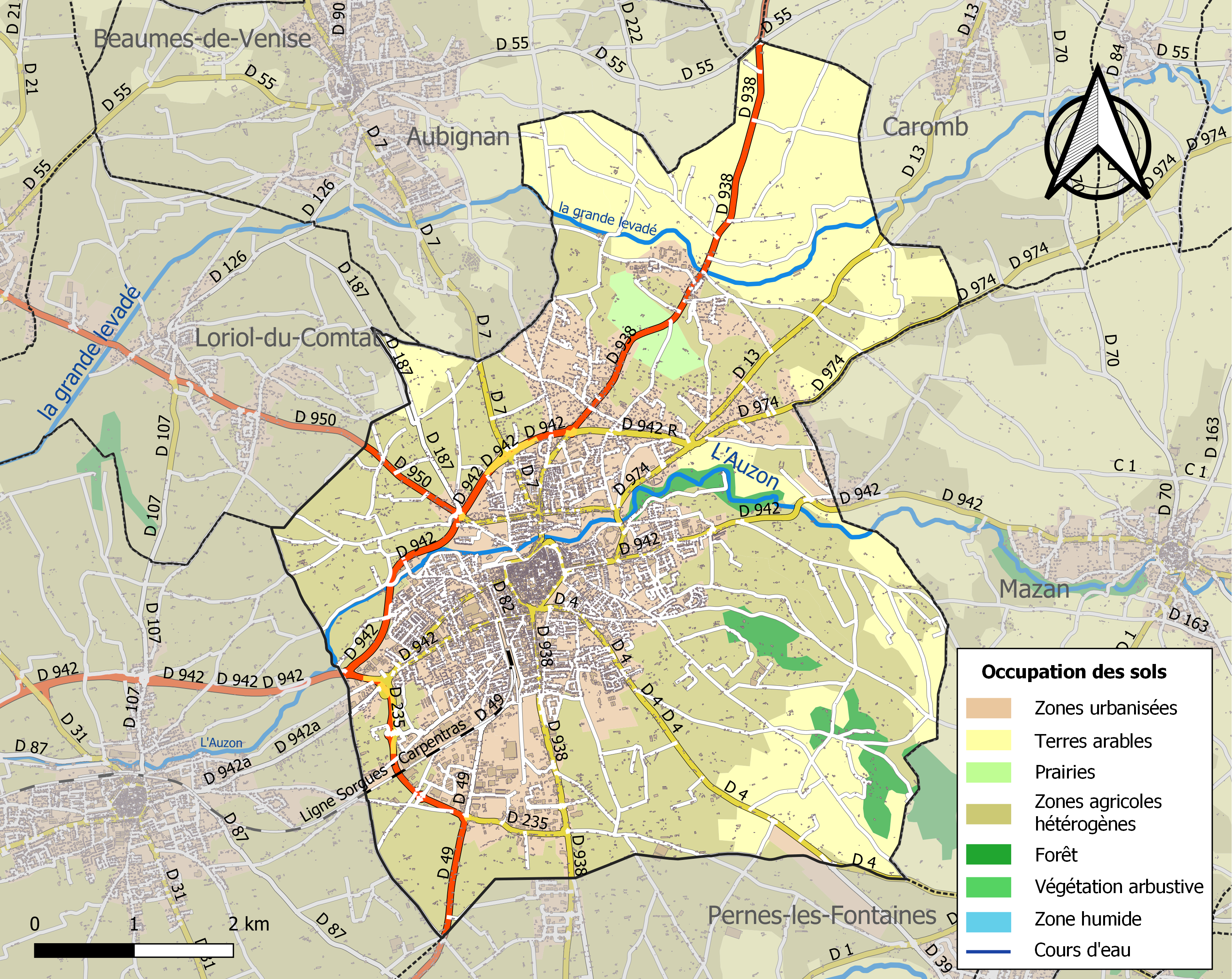
卡庞特拉土地利用情况地图

卡庞特拉是一个区域性的中心城市。截止2022年11月，卡庞特拉市镇范围内共有各类用人单位（包含自雇）5,680家，平均历史为15年，其中98.76%为中小型企业（PME），2022年9月至11月间，当地的经济活力指数为0.9%。（食品销售）、（大型零售）及（汽车销售）是当地2021年营业额最高的三个企业，分别为180,297,187欧元、117,794,861欧元和48,166,213欧元。

## 财政与居民收入
2020年，卡庞特拉的财政收入总额为40,697,100欧元，财政支出总额为36,006,300欧元，当年的债务总额为45,791,200欧元。2021年，卡庞特拉市镇共获得6,921,734欧元的国家财政补助，比上一年增加了2.61%。
2020年，卡庞特拉的人均月收入总额为2,025欧元，其中高级职员为3,949欧元，低于法国平均水平（4,230欧元）；中级职员为2,244欧元，低于法国平均水平（2,411欧元）；普通职员为1,664欧元，低于法国平均水平（1,740欧元）。
2019年，卡庞特拉境内的青壮年（15至64岁）失业率为20.8%，当地37.2%的家庭拥有纳税资格，平均纳税2,832欧元，低于法国平均水平（3,910欧元）。

## 社会事务

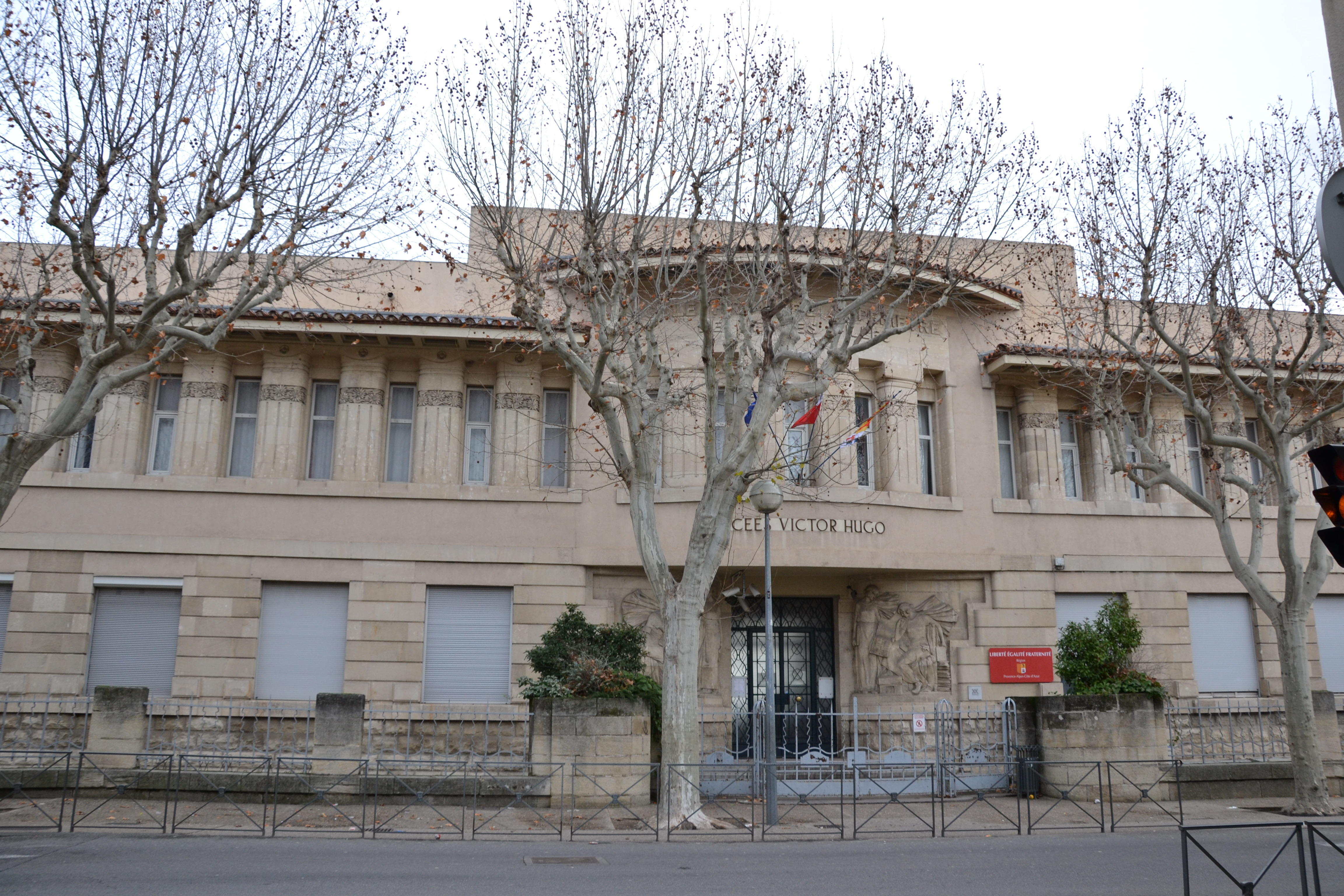
卡庞特拉维克多·雨果高级中学

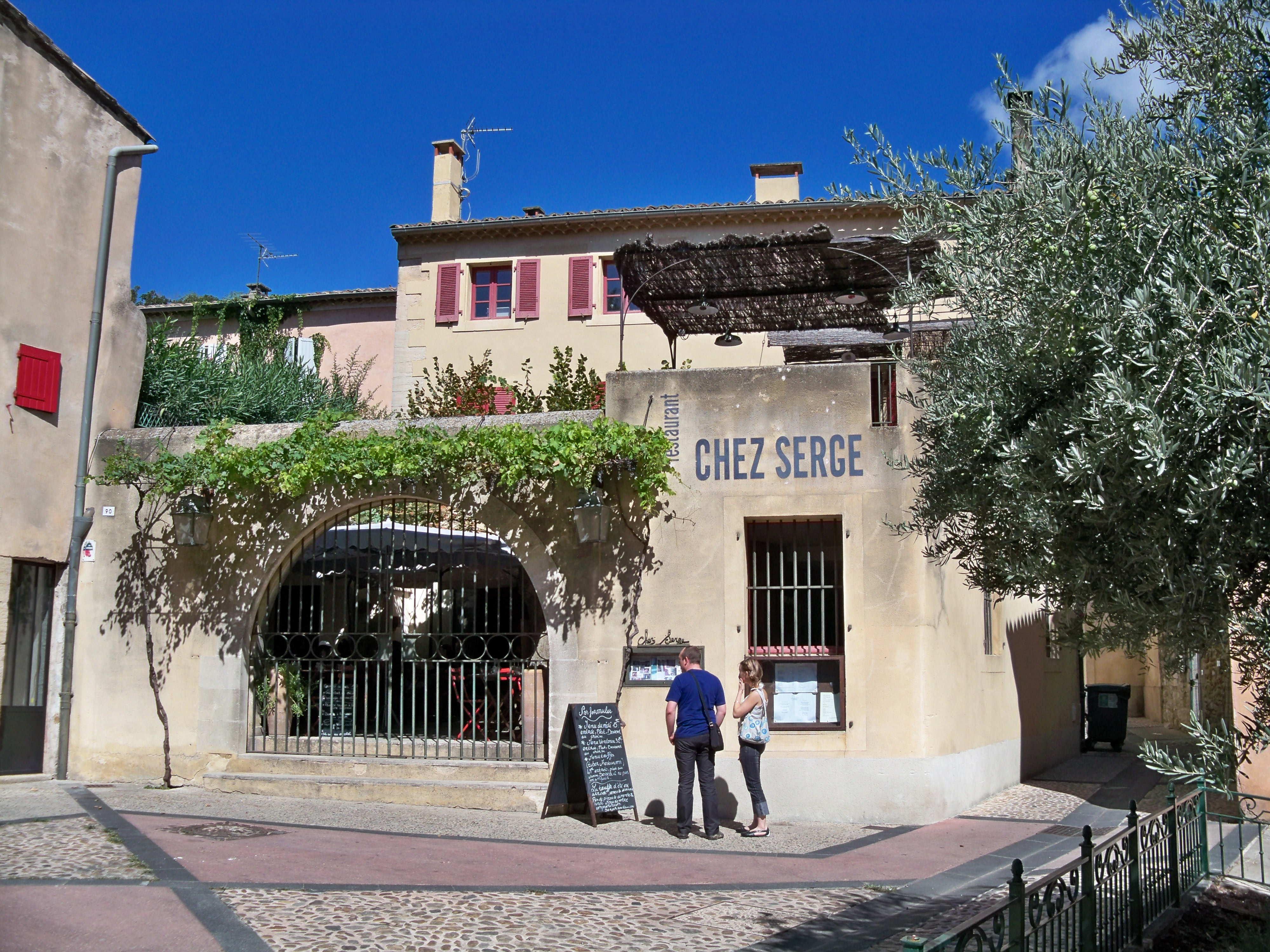
卡庞特拉的一家餐厅

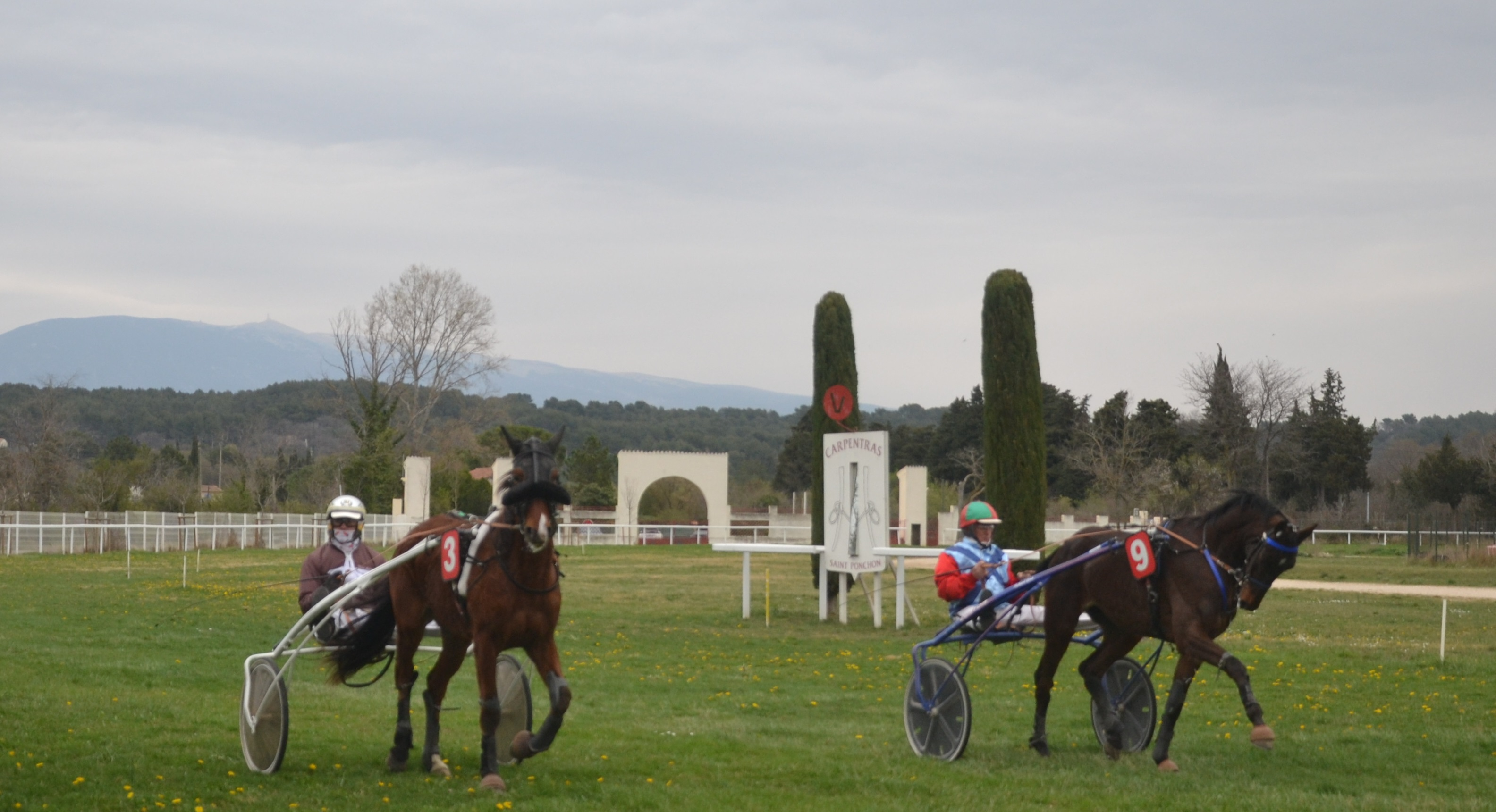
卡庞特拉圣蓬雄跑马场

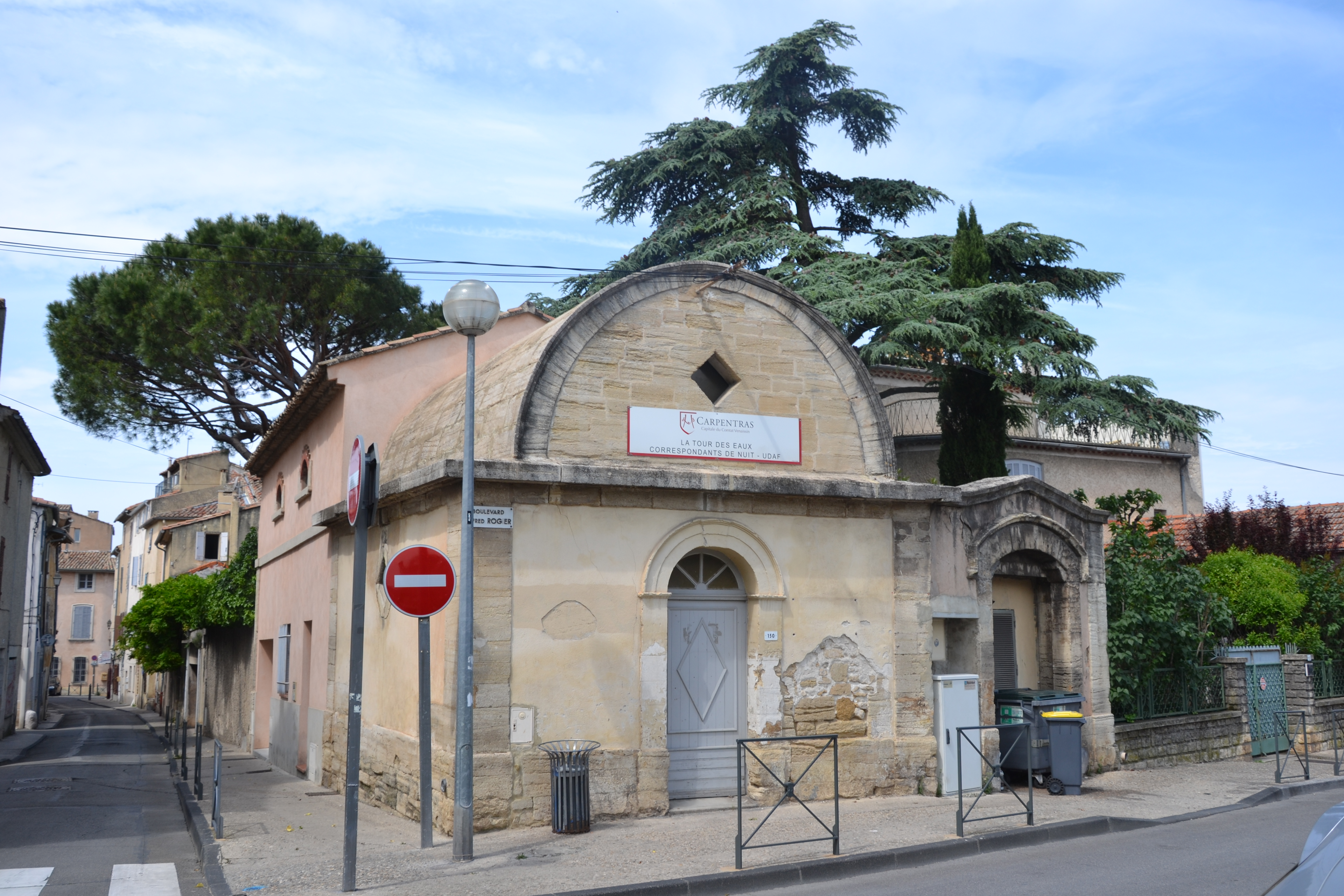
卡庞特拉水塔

### 教育
卡庞特拉属于艾克斯-马赛学区。截止2021年1月1日，卡庞特拉境内共有9所幼儿园、12所小学、5所初级中学、3所普通高中、2所农业高中和1所职业高中。2018至2019学年度，卡庞特拉境内共有在校中等教育阶段学生5,731名。

### 医疗
截止2021年1月1日，卡庞特拉境内共有全科医生20名、保健师45名、牙医29名、护士81名、耳科医生5名、眼科医生10名、皮肤科医生2名、助产士11名、儿科医生2名和妇科医生4名。境内共有药房11家、养老院1家、残疾人帮扶中心4家。
卡庞特拉中心医院是法国的一个区域性医疗机构，其主病区位于卡庞特拉市区，设有床位270个，另下属一家含110个床位的老年人康复中心，是当地规模最大的公立综合性医院。

### 住房
2019年，卡庞特拉境内共有各类住房15,297套，其中49.9%为独立式居民区，49.8%为集中式居民区。常住房屋占卡庞特拉市镇范围内居民建筑总量的85.9%。
在住房保障政策方面，2021年，卡庞特拉境内共有3,916户家庭获得了住房经济补助，受益人数占总人口数量的13.4%，其中3,740份为房租补助。

### 商业
2021年，卡庞特拉境内共有各类实体商铺836家，其中餐厅88家、大型超市12家、杂货店18家、面包房26家、肉铺16家、书店10家、装饰品店3家、银行门店12家、美容美发店64家、汽车维修店66家。市中心建有家乐福和Intermarché超市，市区西部建有开放式商业街区，有E.Leclerc、Intersport、Aldi等购物商场。

### 体育
2021年，卡庞特拉境内共有2家游泳池、4间体育馆、3座综合体育场、22处网球场、1处马术场、6处足球或橄榄球场以及4处篮球或排球场。
截至2022年11月，卡庞特拉境内共有两家注册足球俱乐部。卡庞特拉足球俱乐部（Football Club de Carpentras，编号503290）是当地的代表性足球队，其主队2022至2023赛季参加沃克吕兹省足球联赛乙组（法国第十级别），其主场为顾拜旦体育中心（Complexe Sportif de Coubertin）。

### 环境
卡庞特拉的环境事务由其所属的旺图-沃奈桑伯爵领地城市圈公共社区联合各级政府协调负责。2021年，卡庞特拉境内共有2家污染企业。

### 治安
2021年，卡庞特拉市镇范围内有1处派出所。
卡庞特拉警区（zone police de Carpentras）的管辖范围共包括两个市镇。2020年，该警区累计记录各类案件1,980起，其中盗窃类案件907起，经济类案件331起，毒品交易类案件167起。

## 文化
2021年，卡庞特拉境内共有2家剧场、1家电影院、3家博物馆和1家音乐厅。安甘姆贝尔蒂纳图书馆建于1745年，是一个多媒体中心，每周二至日向公众开放。

### 建筑
卡庞特拉境内有多处历史建筑，其中卡庞特拉圣西夫兰大教堂、黑色佩尼唐小教堂、卡庞特拉钟楼等为法国国家文物保护单位。

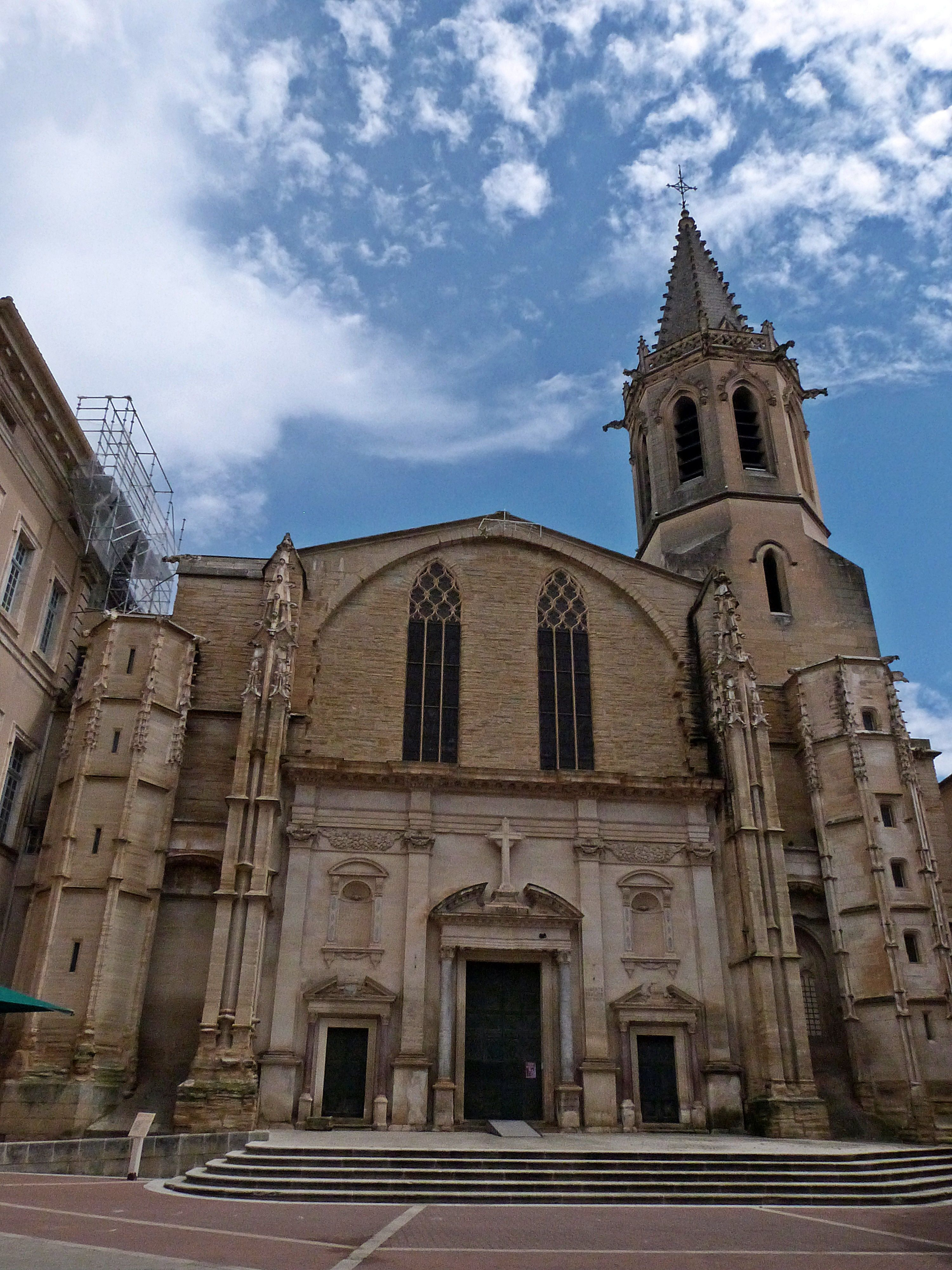
圣西夫兰大教堂（法语：Cathédrale Saint-Siffrein de Carpentras）
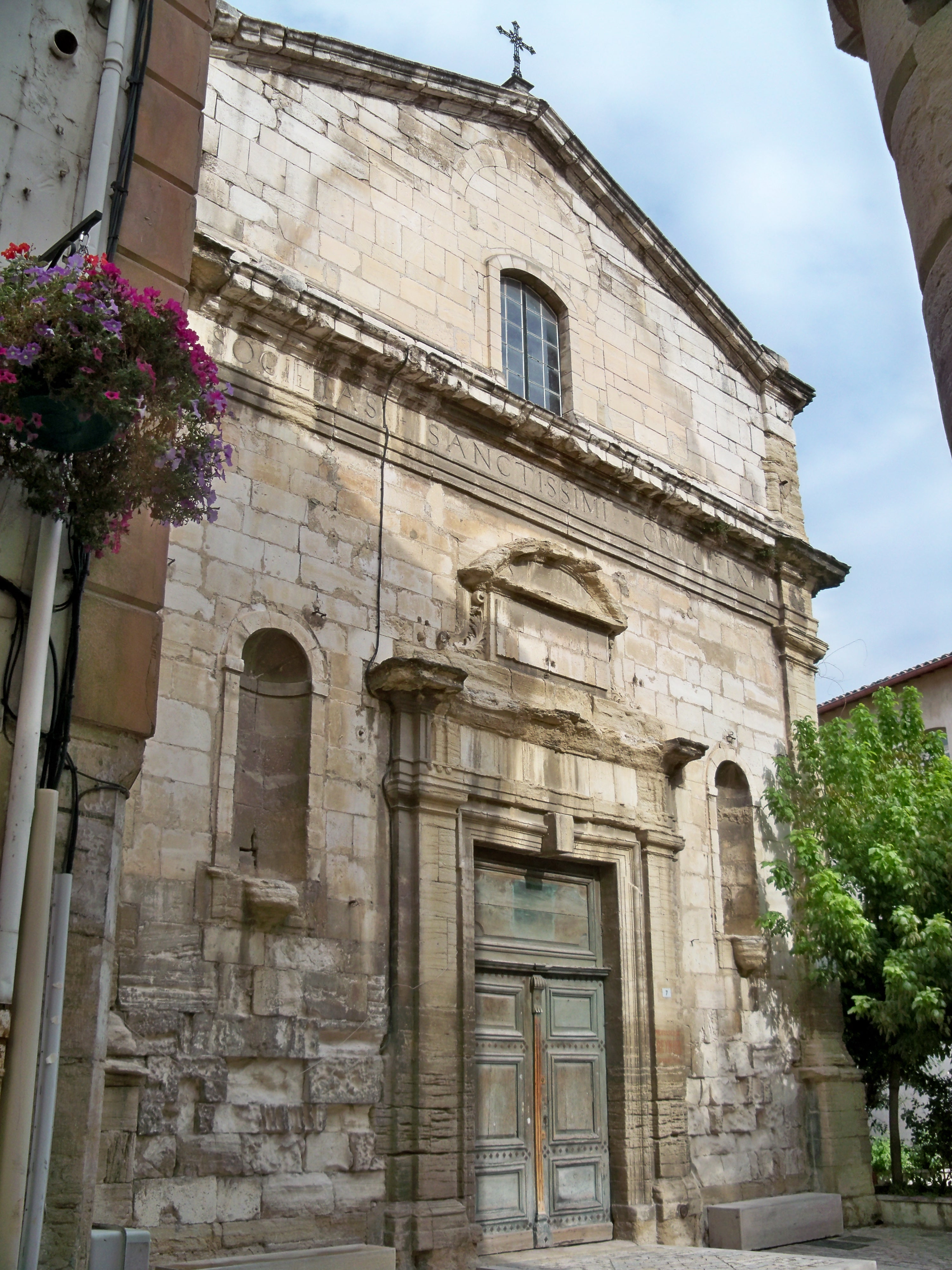
黑色佩尼唐小教堂（法语：Ancienne chapelle des Pénitents noirs de Carpentras）
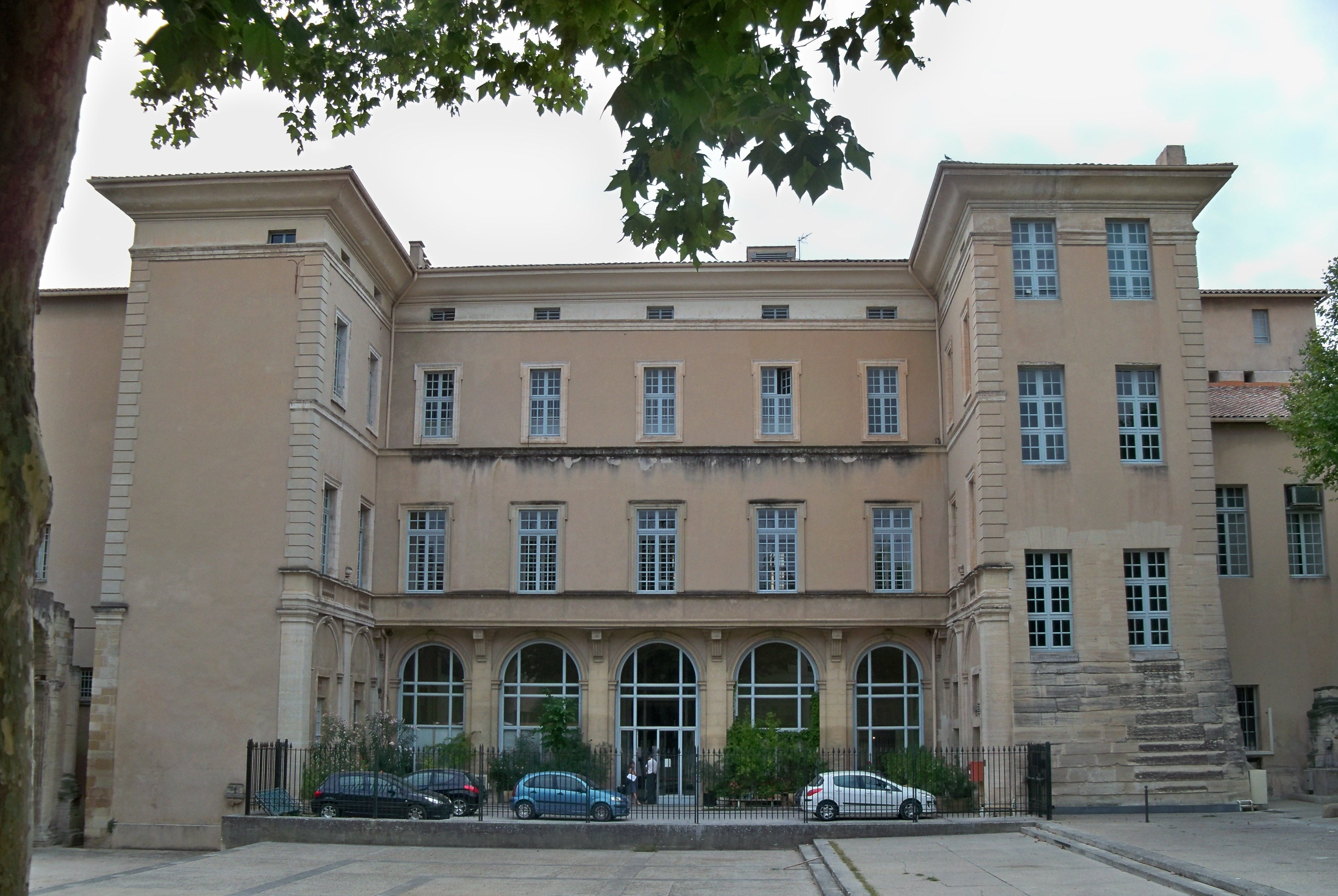
卡庞特拉主教宫（法语：Palais épiscopal de Carpentras） （现为卡庞特拉司法宫）
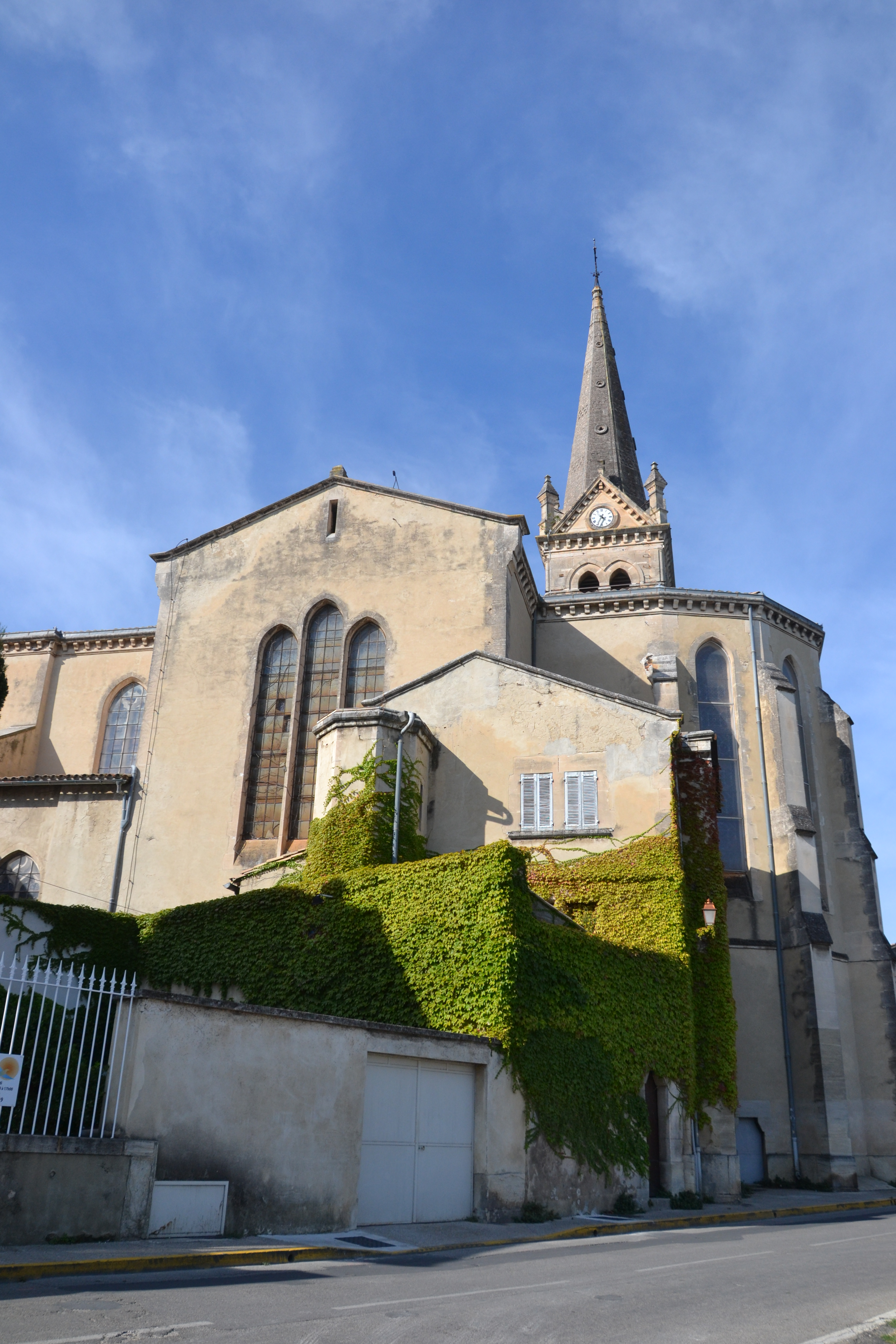
圣母教堂
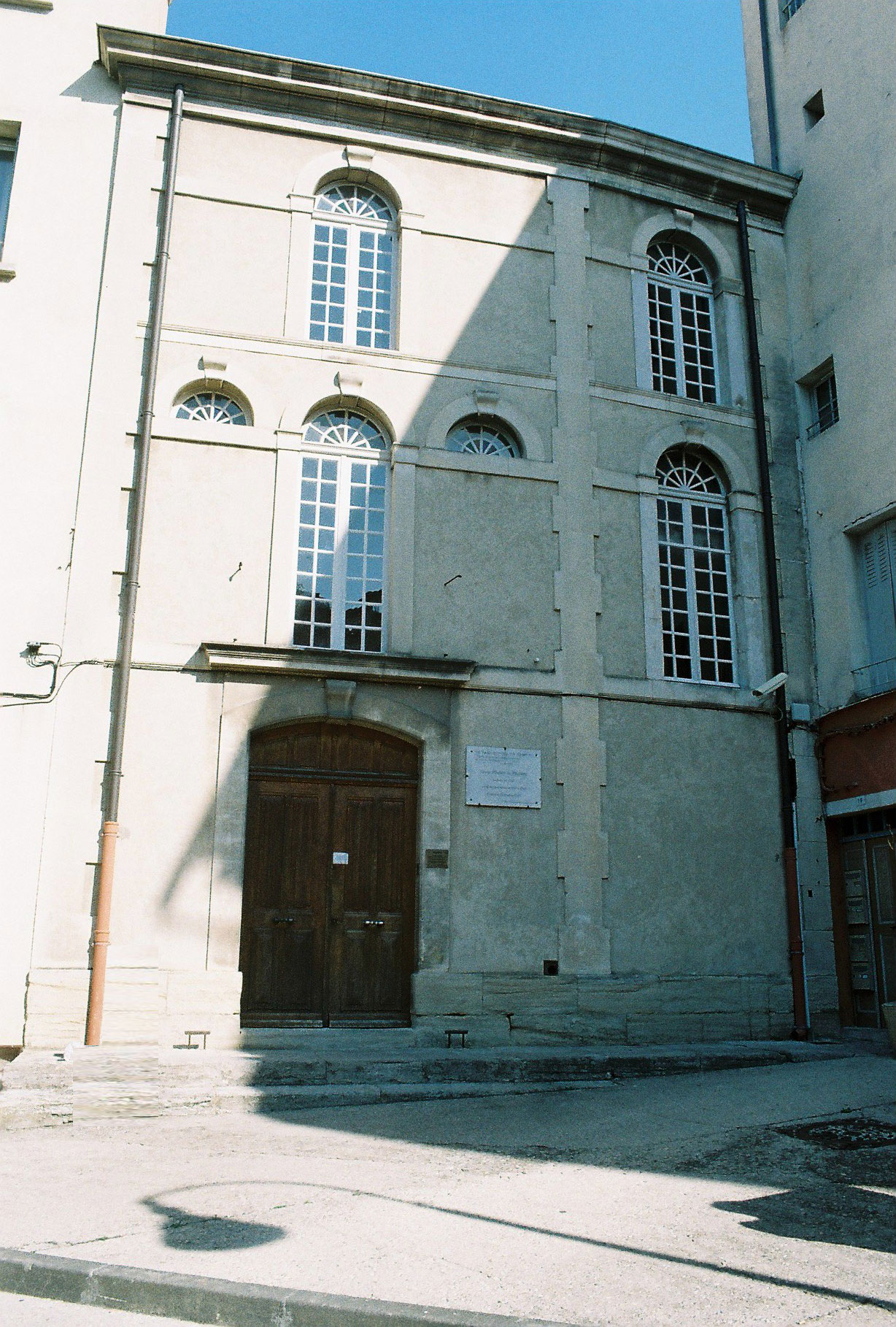
犹太教堂（法语：Synagogue de Carpentras）
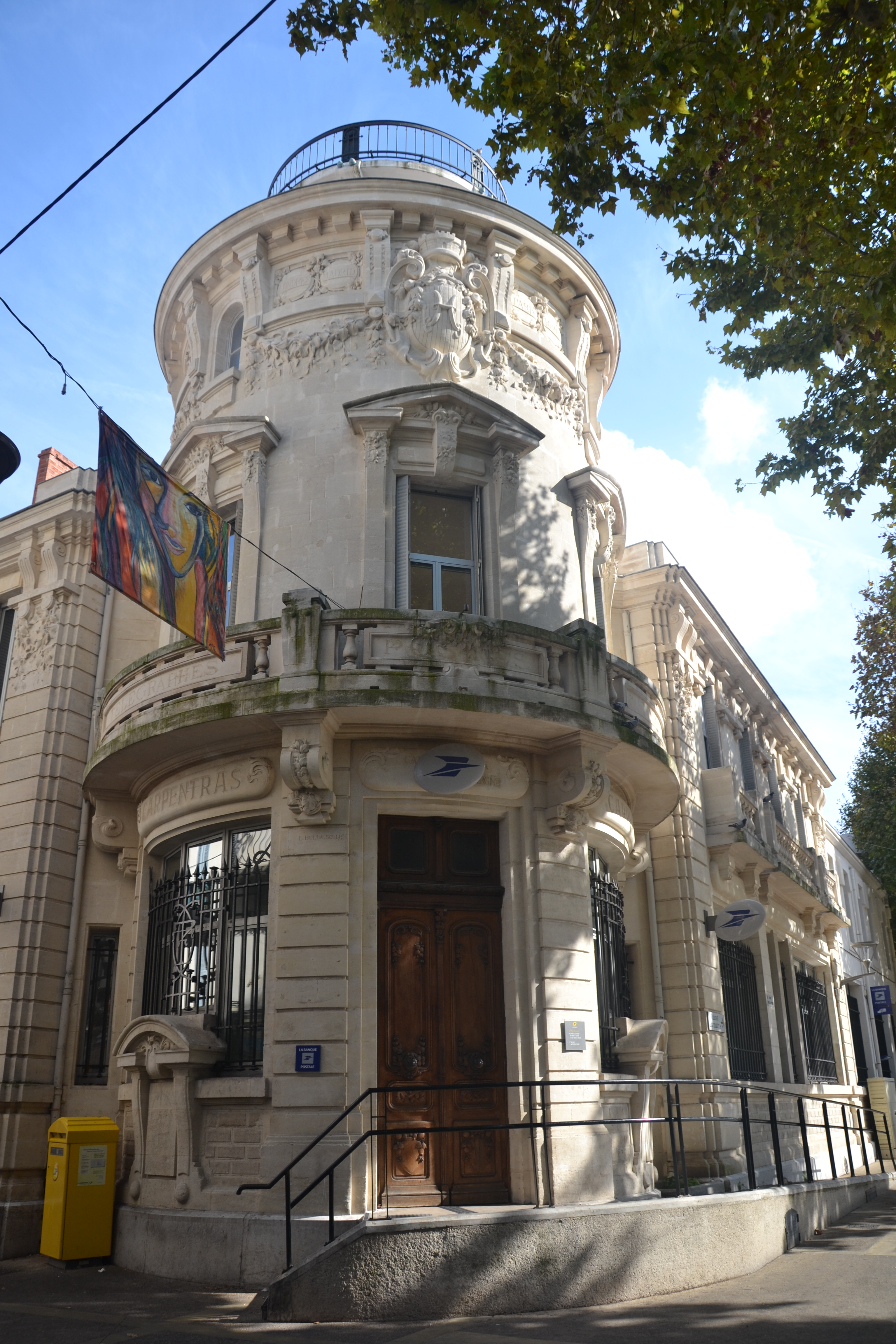
邮局
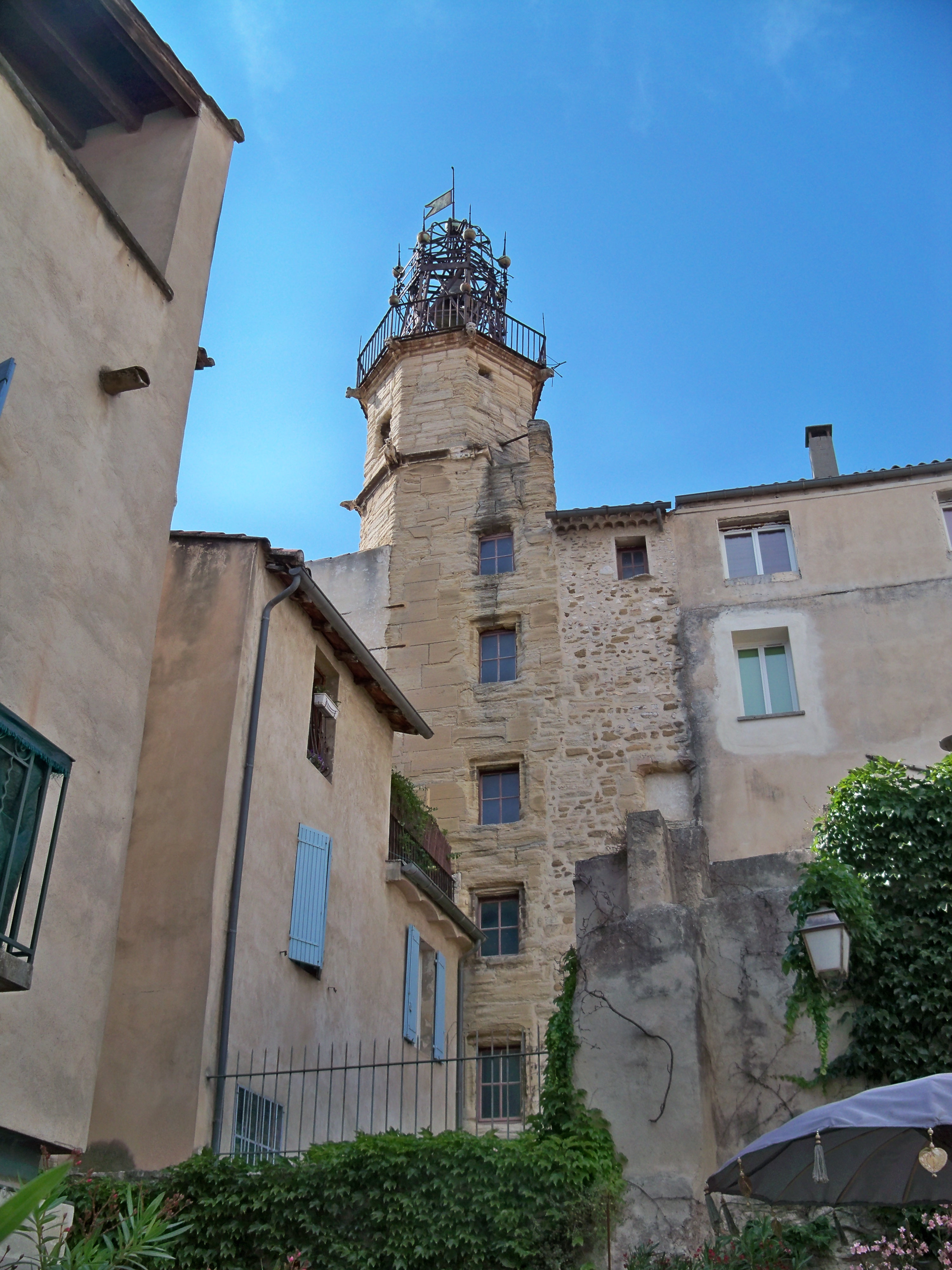
钟楼
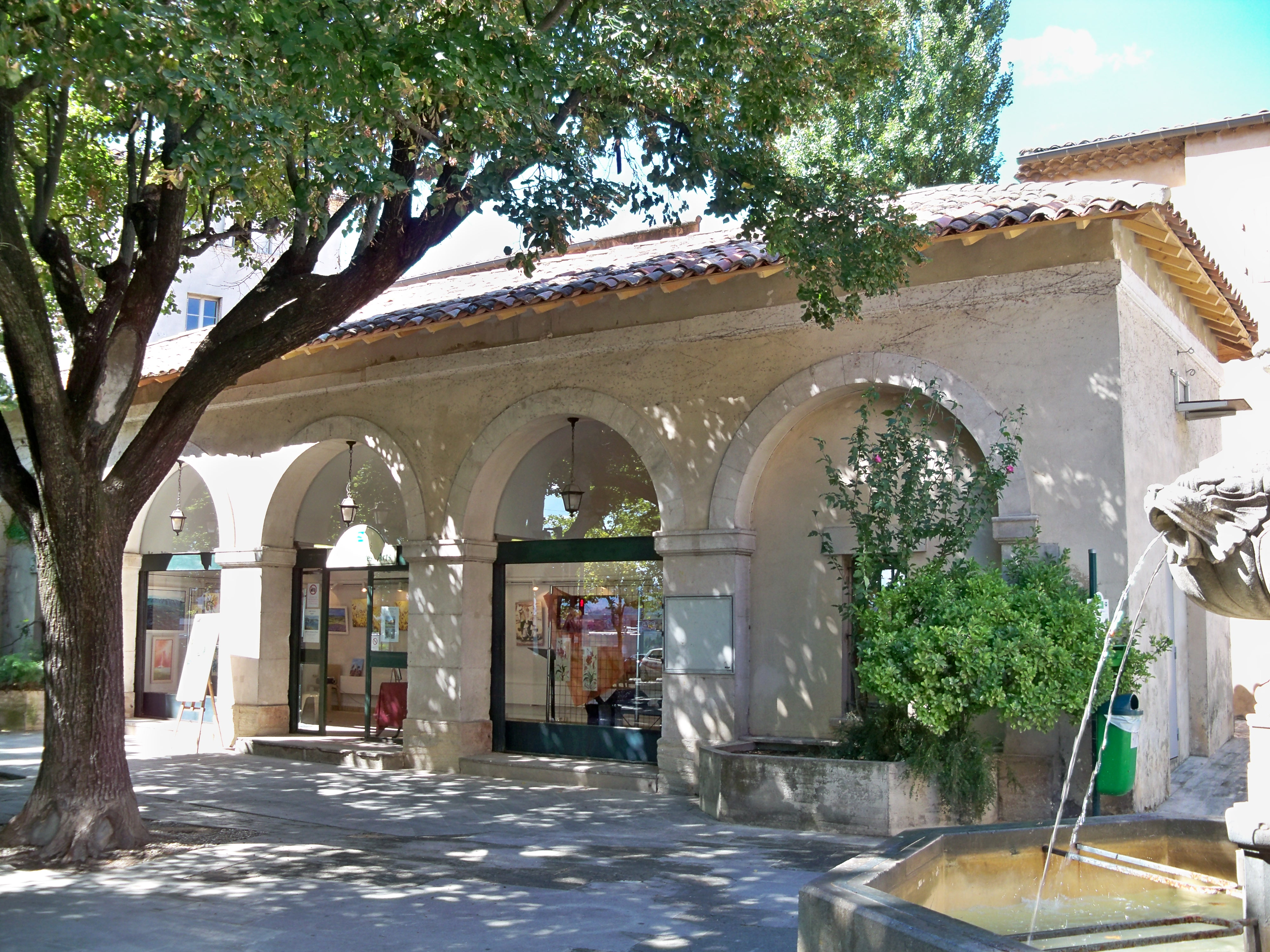
会展中心
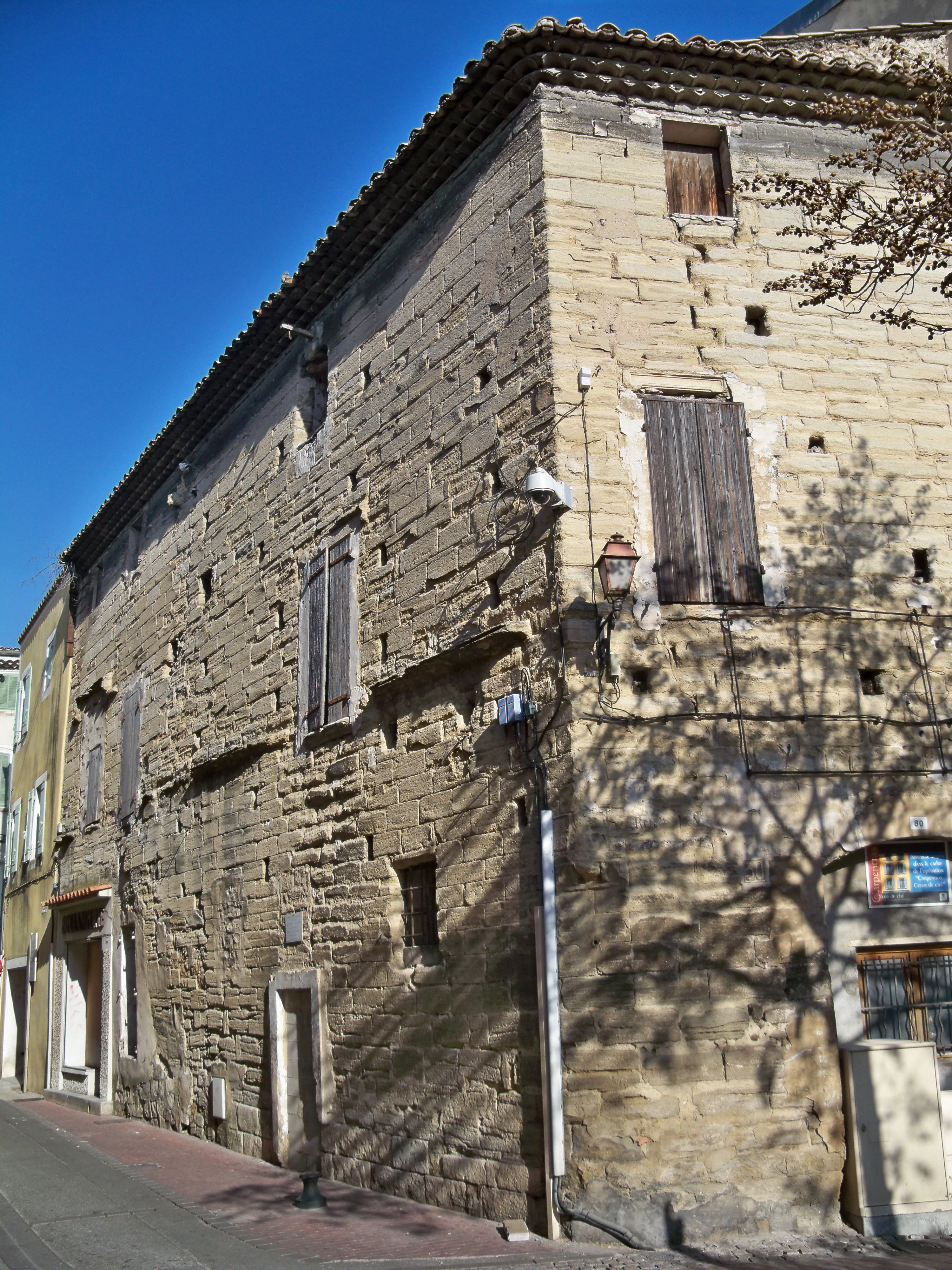
传统民居

### 旅游

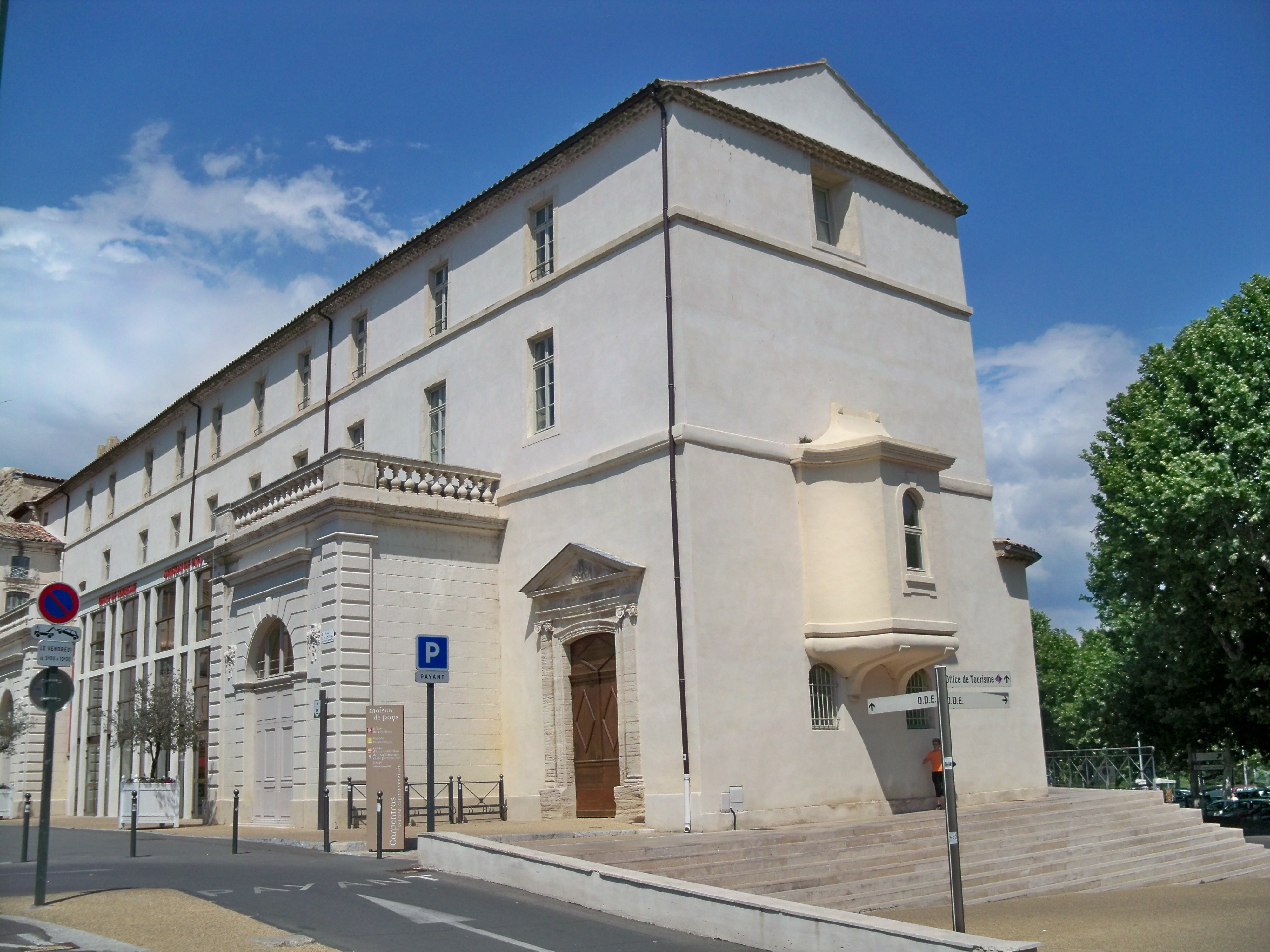
卡庞特拉游客接待中心

卡庞特拉的旅游事务由其所属的旺图-沃奈桑伯爵领地城市圈公共社区负责。2022年，卡庞特拉境内共有7家酒店共计139间房间；另有1个露营地，可容纳共95辆露营车。

### 媒体
法国主要的媒体均可在卡庞特拉接收，法国电视三台下属的普罗旺斯-阿尔卑斯-蓝色海岸大区频道在部分时段播出卡庞特拉所属区域的地方新闻。《沃克吕兹晨报》、《普罗旺斯报》、蓝色法兰西沃克吕兹广播、卡马尔格广播等是当地主要的地方性媒体。

## 相关人物
法兰西王国皇室医生约瑟夫-马里-弗朗索瓦·德拉索纳、海军将领奥利维耶·德·皮曼纽尔、化学家弗朗索瓦-樊尚·拉斯帕伊、画家朱尔·洛朗斯、前法国总理爱德华·达拉第、击剑运动员布律诺·博舍里、歌手克里斯托夫·马埃和足球运动员托马·芒加尼出生于卡庞特拉。

## 友好城市
截至2022年11月，卡庞特拉共与三座城市互为友好城市关系：
- 瑞士 沃韦
- 德国 塞森
- 義大利 卡马约雷